# Kosztorys inwestorski
Kosztorys inwestorski - dokument kosztowy, którego celem jest szczegółowe ustalenie
kosztów danego rodzaju robót, pojedynczego obiektu lub części obiektu. Kosztorys inwestorski jest punktem odniesienia podczas porównywania ofert potencjalnych wykonawców robót budowlanych w toku postępowania przetargowego lub konkursu ofert. 
Podstawą do sporządzenia kosztorysu inwestorskiego są projekty przetargowe, projekty wykonawcze, specyfikacje techniczne wykonania i odbioru robót budowlanych, założenia wyjściowe do kosztorysowania oraz ceny jednostkowe robót podstawowych.
Kosztorys inwestorski sporządza się zgodnie z rozporządzeniem Ministra Rozwoju i tTechnologii z dn. 20 grudnia 2021 r. w sprawie określenia metod i podstaw sporządzania kosztorysu inwestorskiego, obliczania planowanych  kosztów prac projektowych oraz planowanych kosztów robót budowlanych określonych w programie funkcjonalno-użytkowym (Dz. U. z 2021 r. poz. 2458)